# Michael Walchhofer
Michael Walchhofer (Radstadt, 28 de abril de 1975) es un deportista austríaco que compitió en esquí alpino; campeón mundial en 2003.
Participó en tres Juegos Olímpicos de Invierno, entre los años 2002 y 2010, obteniendo una medalla de plata en Turín 2006, en la prueba de descenso.
Ganó cuatro medallas en el Campeonato Mundial de Esquí Alpino, en los años 2003 y 2005. En la Copa del Mundo consiguió diecinueve victorias y 49 podios en total.
Estudió el máster en Administración de Empresas en la KMU Akademie & Management AG. Entre 2013 y 2021 ejerció de vicepresidente de la Federación Austríaca de Esquí.

## Palmarés internacional
| Juegos Olímpicos   | Juegos Olímpicos   | Juegos Olímpicos  | Juegos Olímpicos |
| Año                | Lugar              | Medalla           | Prueba           |
| ------------------ | ------------------ | ----------------- | ---------------- |
| 2006               | Turín (Italia)     | Medalla de plata  | Descenso         |
| Campeonato Mundial |                    |                   |                  |
| Año                | Lugar              | Medalla           | Prueba           |
| 2003               | St. Moritz (Suiza) | Medalla de oro    | Descenso         |
| 2005               | Bormio (Italia)    | Medalla de plata  | Supergigante     |
| 2005               | Bormio (Italia)    | Medalla de plata  | Equipo mixto     |
| 2005               | Bormio (Italia)    | Medalla de bronce | Descenso         |